# فاونتین (مینه‌سوتا)
فاونتین، مینه‌سوتا (به انگلیسی: Fountain, Minnesota) یک شهر در ایالات متحده آمریکا است که در شهرستان فیلمور واقع شده‌است.

## خصوصیات
فاونتین ۲٫۱۵ کیلومترمربع مساحت و ۴۱۰ نفر جمعیت دارد و ۳۹۸ متر بالاتر از سطح دریا واقع شده‌است.